# Roberto García (Radsportler)
Roberto Antonio García (* 8. September 1937 in San Salvador) ist ein ehemaliger salvadorianischer Radrennfahrer.

## Sportliche Laufbahn
García war im Straßenradsport aktiv. Er war Teilnehmer der Olympischen Sommerspiele 1968 in Mexiko-Stadt. Er gehörte 1968 zu den ersten Sportlern seiner Heimat, die bei Olympischen Spielen starteten. Im Mannschaftszeitfahren kam das Team aus El Salvador mit Roberto García, Francisco Funes, Juan Molina und Mauricio Bolaños auf den 28. Rang